# Dercetisoma
Dercetisoma es un género de insecto coleóptero de la familia Chrysomelidae.

## Especies
Las especies de este género son:
- Dercetisoma concolor (Jacoby, 1889)
- Dercetisoma khonkaenicum Kimoto, 1989
- Dercetisoma nepalica Medvedev & Sprecher-Uebersax, 1998
- Dercetisoma puncticollis (Jacoby, 1889)